# 武夷林蛙
武夷林蛙（学名：Rana wuyiensis），一种于中华人民共和国福建省武夷山国家级自然保护区发现的两栖动物，隶属于蛙科蛙属越南趾沟蛙种组（R.johnsi group）。

## 形态特征
武夷林蛙雄蛙体长41.4～45.6豪米，雌蛙体长47.6～50.3毫米。皮肤光滑，雄蛙背部呈棕灰色，散有稠密的深褐色斑；背侧褶和四肢肤褶呈黄棕色；前肢背侧有5条不清晰的深棕横斑，后肢背侧有平行排列的横细肤褶；身体腹面为乳白色，具有不规则浅橙色短条纹。雌蛙背部呈黄棕色。